# Famille de Digoine
La famille de Digoine est une famille noble française éteinte d'extraction féodale, originaire de Bourgogne.

## Origine
Digoine était un ancien bourg, siège d'une des quatre baronnies du comté de Charolais. Il en reste le château de Digoine, sur la commune de Palinges (Saône-et-Loire). Le nom se retrouve dans les deux familles qui furent seigneurs du lieu : les Digoine, puis les Damas de Digoine. 
Les seigneurs de Digoine sont mentionnés dès les XIe et XIIe siècles et font figure de grands féodaux du nord du Charolais. Ils effectuèrent des donations pour la construction de l'église de Paray-le-Monial, et firent également construire une petite église à Palinges (XIIe siècle). En 1238, une franchise est attribuée aux habitants de Digoine.  En 1356, deux membres de la famille meurent à la bataille de Poitiers.

## Histoire
Une partie de la seigneurie de Digoine passa à la famille de Damas en 1390, par le mariage de l'héritière Marie de Digoine avec Robert de Damas (d'où les Damas de Digoine).
Les Digoine jouissaient d'un rang privilégié à la cour des ducs de Bourgogne. En 1481, Chrétien de Digoine de Thianges, chambellan de Charles le Téméraire, périt décapité par ordre de Louis XI, pour être resté fidèle à Marie de Bourgogne. Dernière de la branche des seigneurs de Thianges, issue d'un fils cadet de Guy de Digoine (mort en 1270), sa fille Anne de Digoine de Thianges, épousant Jean de Damas-Marcilly en 1472, est à l'origine de la famille de Damas de Thianges.

## Branches
La famille de Digoine a formé plusieurs branches :
- Les Digoine de Demain (paroisse de La Collancelle, Nièvre, au Sud de Corbigny). Philibert de Digoine, familier du duc de Bourbon, administre le comté de Clermont-en-Beauvaisis puis le Nivernais. Sa descendance disparait après 1514.

- Les Digoine du Palais (paroisse de Mailly en Charollais), cités depuis le début du XVe siècle, éteints. Plusieurs doyens de St-Hilaire de Semur-en-Brionnais en sont issus au XVIe siècle.

- Les Digoine vivant dans le Couchois. Cette branche est présente à Couches depuis 1454 et y fournit un capitaine. Elle détiendra les seigneuries de Mercurey et Estroyes (Étroyes à Mercurey), Santenay (en partie), Blaisy (sur la paroisse de Saint-Mars-de-Vaux), Dennevy, durant le XVIe siècle.  Elle s'éteint dans ses différentes composantes au milieu du XVIIe siècle. Alliances : de Marcheseuil, Damas, Garin, de Chissey, de Thenay, de Saint-Anthost, des Barres, etc[1]. Cette branche de Couches est proche géographiquement de Louis de Digoine, possesseur en 1379 de Champage, village de la paroisse de Saint-Martin-de-Commune. Sur cette paroisse se trouve le château de Digoine et la rivière de la Digoine. Mais d'autres indices renvoient vers une branche cadette des Digoine du Palais, détentrice du château de Molleron (à Vaudebarrier, au Sud-Est de Charolles), qui disparait après 1454.

- Les Digoine vivant dans le Chalonnais. Certains sont connus depuis le début du XVe siècle à Sassenay.

- Les Digoine de Brancion. Cette branche est connue du milieu du XVe siècle jusqu'au début du XVIe siècle. Elle détenait la prévôté de ce lieu[2].

## Homonyme
Il existe également une terre nommée Digoine (ou le Petit-Digoine) à Saint-Martin-de-Commune, comme évoqué plus haut. Le château, construit vers 1233 par les seigneurs Thibaut, appartint aux Damas de Digoine au début du XVe siècle [Guillaume Damas (mort vers 1450), baron de Digoine, petit-fils de Robert V Damas et Marie de Digoine, dame de Digoine (rencontrés plus haut), fils de Louis Damas de Digoine et Catherine de Bourbon, de Clessy, de Montperroux, frère aîné de Robert VI Damas de Digoine, mari de Philippine des Barres, vendit à Oudot de Malain le 16 juillet 1442]. Après les Malain, Il fut la possession des Loriol Chandieu aux XVIIe et XVIIIe siècles. Ces derniers s'appelèrent ainsi Loriol de Digoine-Chandieu, sans lien avec la famille de Digoine.